# جیسون تیسن
جیسون تیسن (انگلیسی: Jayson Thiessen؛ زادهٔ ۳۰ دسامبر ۱۹۷۶) یک فیلم‌نامه‌نویس، تهیه‌کننده فیلم، پویانما، و کارگردان فیلم اهل کانادا است.
از فیلم‌ها یا مجموعه‌های تلویزیونی که وی در آن‌ها نقش داشته‌است می‌توان به فیلم پونی کوچولو،  دختران اکواستریا و پونی کوچولو: دختران اکواستریا - رنگین‌کمان راک اشاره نمود.